# Diptilon flavipalpis
Diptilon flavipalpis är en fjärilsart som beskrevs av George Francis Hampson 1911. Diptilon flavipalpis ingår i släktet Diptilon och familjen björnspinnare. Inga underarter finns listade i Catalogue of Life.